# Timkat
In Etiopia il Timket (amarico:ጥምቀት : battesimo) è la festività religiosa più importante per la chiesa ortodossa.
In questo giorno si commemora il battesimo di Gesù da parte di Giovanni Battista nel fiume Giordano, come descritto nei Vangeli di Marco, Matteo e Luca.
Nel giorno della vigilia vengono montati dei tendoni là dove c'è un fiume, un lago o una vasca che viene riempita d'acqua. I preti di ogni chiesa portano l'Arca dell'Alleanza in questo luogo, accompagnati dai canti religiosi del coro e del popolo credente, e trascorrono tutta la notte facendo riti religiosi.
Il fatto che i preti portano l'Arca dell'Alleanza al lago simboleggia che Gesù andò al fiume Giordano per farsi battezzare da Giovanni. L'Arca dell'Alleanza rappresenta Gesù, i preti sono considerati simbolo di Giovanni, mentre il coro e i fedeli simboleggiano il popolo che fu battezzato da Giovanni.
Nel giorno di Timket, al mattino, l'acqua viene benedetta e consacrata come "acqua santa", che poi viene usata per benedire i fedeli. Il Papa dà la benedizione e i preti ritornano nelle proprie chiese, sempre accompagnati dal canto religioso del coro e dei fedeli.